# Онищик, Лев Иванович
Лев Ива́нович Они́щик (18 февраля 1895, Брест-Литовск — 9 января 1968, Москва) — советский учёный в области теории сооружений и строительных конструкций, профессор (1935), доктор технических наук (1938), действительный член Академии строительства и архитектуры СССР.

## Биография
В 1927 году окончил Московский институт инженеров транспорта. В 1944 году вступил в КПСС.
Работал в Центральном научно-исследовательском институте промышленных сооружений (ЦНИИПС), организовал лабораторию каменных конструкций и в 1932—1959 гг. ею руководил.
Профессор Московского инженерно-строительного института им. В. В. Куйбышева. Заведующий кафедрой сооружений и конструкций Московского инженерно-экономического института имени С. Орджоникидзе.
Специалист в области теории сооружений и строительных конструкций, профессор (1935), доктор технических наук (1938), действительный член Академии строительства и архитектуры.
Под его руководством впервые в советской науке разработаны теоретические основы, методы расчёта и нормы проектирования каменных строительных конструкций.
Сочинения:
- Прочность и устойчивость каменных конструкций, ч. 1, М. — Л., 1937;
- Каменные конструкции промышленных и гражданских зданий, М. — Л., 1939;
- Расчёт каменной кладки с керамической облицовкой, М., 1960.

Жил в Москве по адресу: набережная Тараса Шевченко, 1/2. Умер 1 января 1968 года, похоронен на Новодевичьем кладбище (6 уч. 8 ряд).

## Награды и звания
Награждён двумя орденами, в том числе орденом Трудового Красного Знамени — 22.02.1942 — за образцовое выполнение заданий Правительства по строительству оборонительных рубежей (в то время — главный инженер полевого строительства). Архивная копия от 28 апреля 2019 на Wayback Machine

## Семья
Сын — Онищик, Аркадий Львович. Дочь — Наталья Львовна.